# Варсаг
Варсаг — средневековый город на территории современного Афганистана. Город находился на берегу одноимённой речки, правого притока реки Сурхаб.

## История
Источники сообщают о Варсаге очень мало. «Варсаг, — пишет, балхский учёный Махмуд ибн Вали, — округ, расположенный вблизи тохаристанского Фархара …, ему подвластны несколько деревень». В мемуарах основателя Империи Великих моголов, поэта и писателя Бабура, там, где говорится о разделе части казны между потомками, беками Бабура и посылке подарков родичам и приношения святым местам, шейхам и улемам ряда стран, можно прочитать: «… шейхам, находившимся в Самарканде и Хорасане, послали обетные приношения; в Мекку и Медину тоже пошли обетные приношения. В области Кабула и в округе Варсаг всякому живому человеку — мужчине, женщине, рабу, свободному, взрослому и малолетнему было пожаловано по одному золотому шахрухи». Такую щедрость Бабура по отношению к жителям Варсага исследователь объясняет следующими причинами: 1) Жители Варсага, как свидетельствует Бурханаддин Кушкеки, так же, как и народ Андераба, Каттагана, отличались храбростью и самоотверженностью. Вероятно, они поддерживали Бабура в его борьбе за кабульский престол. 2) Здесь проживало много учёных-богословов, шейхов и сейидов; много в нём было и мест паломничества. По словам Бурханаддина Кушкеки, только в долине Турушт, подвластной Варсагу, находилось шесть мазаров: шейха Низамаддина, шейха Наджмаддина, сейида Гадираддина, сейида Ваккаса, маулана Рахматуллаха и небезызвестного шейха Халилаллаха. В условиях средневековья, когда духовенство играло решающую роль в политической жизни, Бабур не мог не учитывать и это обстоятельство.
В XVI—XVII веках Варсаг входил в состав Балхского удела Бухарского ханства и находился под властью узбекской династий Шейбанидов. В начале XVII века здесь правили наместники правителей узбекской династии Аштарханидов, балхских ханов.
В конце 1650-х годов в результате усилившихся междоусобиц и смут в Балхе и Бухаре Варсаг, как и другие области Бадахшана, отпал от Балхского удела. Так, при основателе узбекской династии Яридов Ярбек-хане (1658—1706) в Варсаге правил шах Исмаил-бек, пятый сын Ярбек-хана, ставший с середины XVII века владетелем Бадахшанского ханства, который номинально зависел от Бухарского ханства.